# Резня 1391 года
Резня 1391 года (также Севильская резня, Великий погром, ивр. גזירות קנ"א‎, Гзерот Кана) — спровоцированный духовенством бунт, направленный против евреев. События началась 6 июня в городе Севилья. Происходили грабежи, пожары, убийства и насильственное обращение в христианство евреев в основных еврейских кварталах почти во всех в городах христианских царств Пиренейского полуострова: Кастилии, Арагона и Королевства Наварра. Наиболее серьёзные беспорядки начались в Севилье и перебросились в Кордову, Толедо и другие испанские города.
В результате погромов тысячи евреев были убиты (по некоторым оценкам — треть евреев Испании), тысячи были насильственно обращены в католицизм или бежали из страны.